# Hippopsis bivittata
Hippopsis bivittata là một loài bọ cánh cứng trong họ Cerambycidae.